# کترینگ (اوهایو)
کترینگ kettering در ایالت مونتگومری و گرین در ایالت اوهایو است .تقریباً به طور کامل در ایالت مونتگومری است. این شهر در حومه دیتون است. از زمان سرشماری سال 2010 ، این شهر 56163 نفر جمعیت داشت و آن را به بزرگترین حومه منطقه آماری کلانشهر دیتون تبدیل کرد.
در سال2011 جمعیتی بالغ بر 93.437 هزار نفر داشته.این شهر با لانشتاین ، ر آلمان و کاترینگینگ ، اوهایو در ایالات متحده ، دوقلو شده است. این شهر بخشی از میدلندز جنوبی است و به همراه سایر شهرها در نورث مپتونشایر ،مسافرت رو به رشدی دارد که در راه آهن (Midland Main Line)قرار دارد ، با خدمات ریلی East Midlands مستقیماً به خیابان لندن سنت پانکراس بین المللی در عرض یک ساعت متصل می شود.

## تاریخچه
کاترینگ به معنای "مکان (یا قلمرو) قوم کاتر (یا کنسفولک)" است. در قرن دهم به گونهای مختلف Cytringan ، Kyteringas و Keteiringan بیان شده ، اگرچه به نظر می رسد که در اصل این اسامی نام مکان دانشمندان را در دهه 1930 مبهوت کرده است ، کلمات و نامهای مکان با نام "-ing" که به "-ing" ختم می شود ، معمولاً از انگلیسی-ساکسون یا قدیمی سرچشمه می گیرد.
پیش از رومیان ، به نظر می رسد که این منطقه ، مانند بخش عمده ای از حومه های ماقبل تاریخ نورتهمپتونشایر ، در رابطه با اشغال اولیه انسان تا حدودی قابل تحمل باقی مانده است ، در نتیجه ، جمعیت ظاهراً پراکنده و تعداد کمی از یافته های دوره پالئولیس ، مسولیتیک و نیولیتیک پیدا شده اند.
حدود 500 سال قبل از میلاد مسیح عصر آهن توسط مردم قاره به شکل فرهنگ هالستات وارد این منطقه شد. [4] و طی قرن بعد مجموعه ای از تپه ها ساخته شد که نزدیکترین آنها به کترینگ در نزدیکی اورتلینگبورو بود.